# 史漢
『史漢』（しかん）とは、古代中国の歴史書である『史記』・『漢書』の併称。『春秋左氏伝』（左伝）・『国語』を加えて左国史漢（さこくしかん）とも称し、後に『後漢書』などを加えて三史（さんし）とも称した。西晋から六朝にかけて、『史記』と『漢書』を並べて「史漢」と呼ぶようになっている。（『晋書』何遵伝及び『世説新語』言語編）
『史記』と『漢書』はともに紀伝体の歴史書であるが、『史記』が通史であるのに対して『漢書』は断代史であった。また、『史記』が12本紀・10表・8書・30世家・70列伝からなり52万字余りに対して、『漢書』が12本紀・8表・10志・70列伝からなり80万字余りと、章の数は『史記』が勝り、文字数では『漢書』が勝った。このため、『史記』と『漢書』の両書を併称し、あるいはどちらが優れているかという議論（いわゆる史漢優劣論）が発生した。
唐の劉知幾は『史通』の中で『漢書』を評価して『史記』を批判し、北宋の程頤は『史記』に文字以外に微妙なところがあり、『漢書』の方が情旨が尽されていると評している。南宋の朱熹は「『史記』は疎にして爽、『漢書』は密にして塞」として双方優れたところがあるとしている。清の方苞は『史記』こそ『春秋』の後継として「春秋の義法」を守ったと評した。他に史漢優劣論の書物としては南宋・倪思の『班馬異聞』、同じく婁機の『班馬字類』（『史漢字類』）、明・許相卿の『史漢方駕』、清・揚琪光の『史漢求是』、同じく成蓉鏡の『史漢駢枝』が挙げられる。
また、六朝期の頃から『史記』・『漢書』に『東観漢記』あるいは『戦国策』を加えた3種類の歴史書を「三史」と併称した。唐以後には『後漢書』を加えた3種類を「三史」と呼ぶようになり、以後定着した。遣唐使として唐に渡った吉備真備が「三史」を学んで帰国して以後、日本でも広く読まれるようになり、後に紀伝道成立のきっかけとなった。日本の戦国時代にも読まれており、特に直江兼続が蔵書していた宋版の三史（国宝）は貴重書として有名である。